# Maria Rajewskaja-Iwanowa

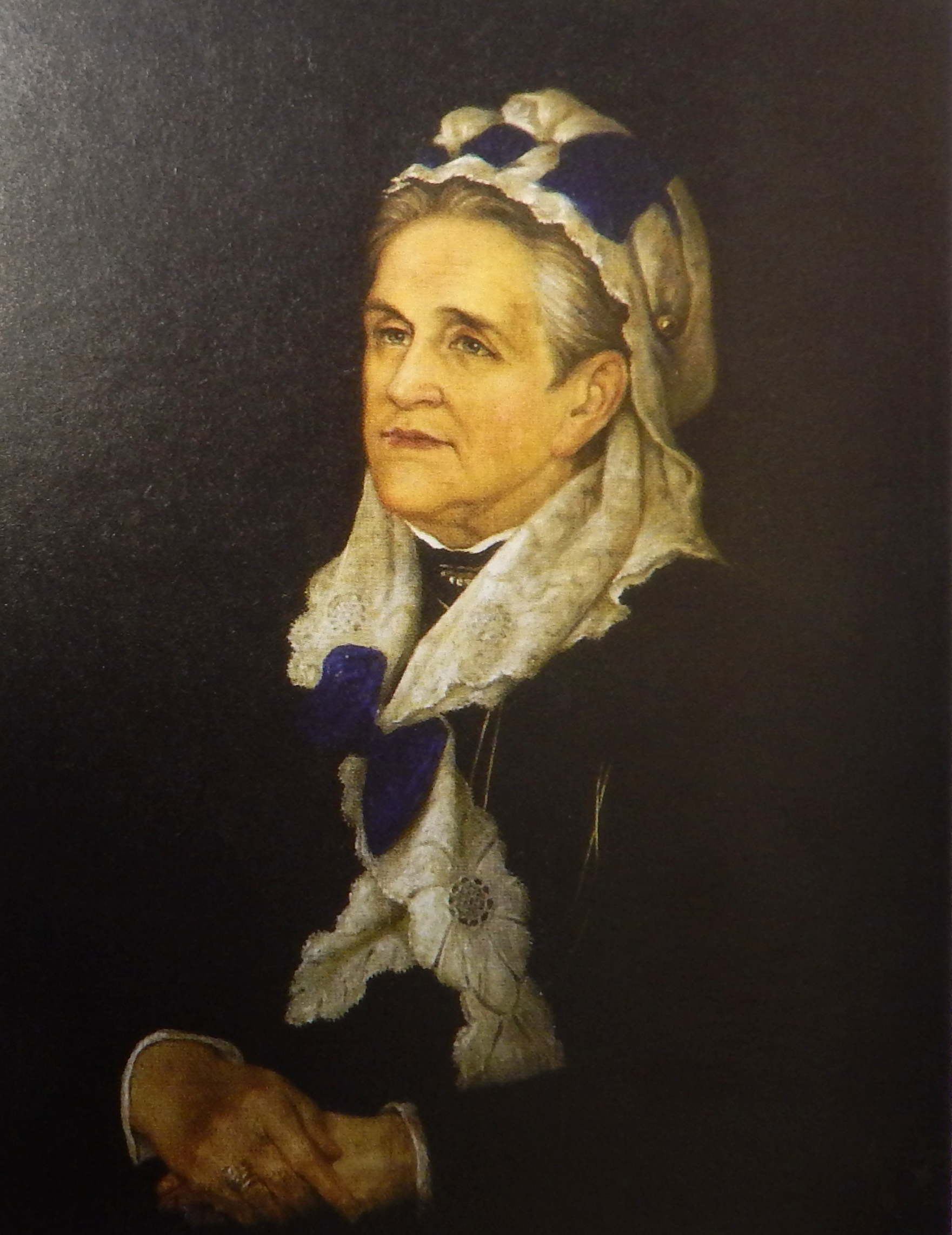
Porträt von Maria Rajewska-Iwanowa, 1895. Kunstmuseum Charkiw

Marija Dmytriwna Rajewskaja-Iwanowa (ukrainisch: Марія Дмитрівна Раєвська-Іванова, russisch: Мария Дмитриевна Раевская-Иванова) (* 1840 in Hawryliwka, Gouvernement Charkow, Russisches Kaiserreich; † 1912 in Charkiw, Ukraine) war eine ukrainisch-russische Malerin und Kunstlehrerin. Sie erhielt als erste Frau in Russland einen Abschluss an der Russischen Kunstakademie.

## Leben und Werk

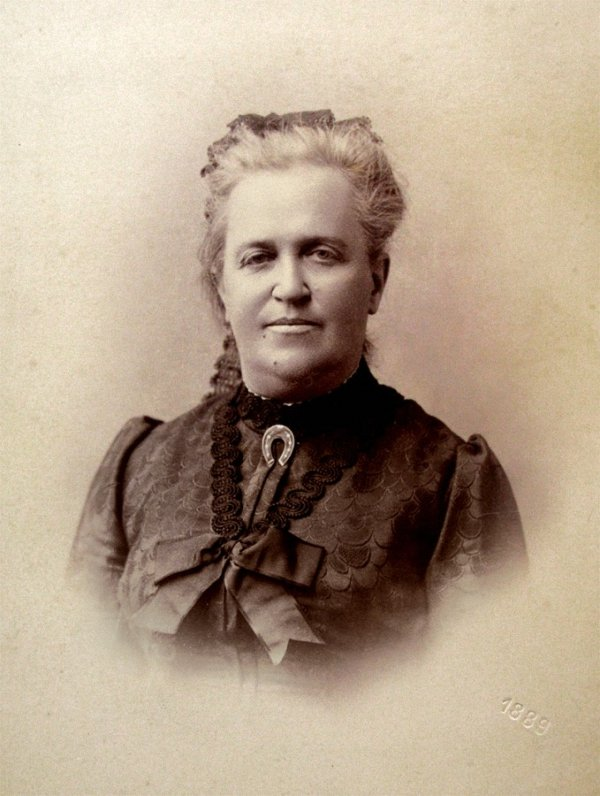
Maria Rajewskaja-Iwanowa, um 1889

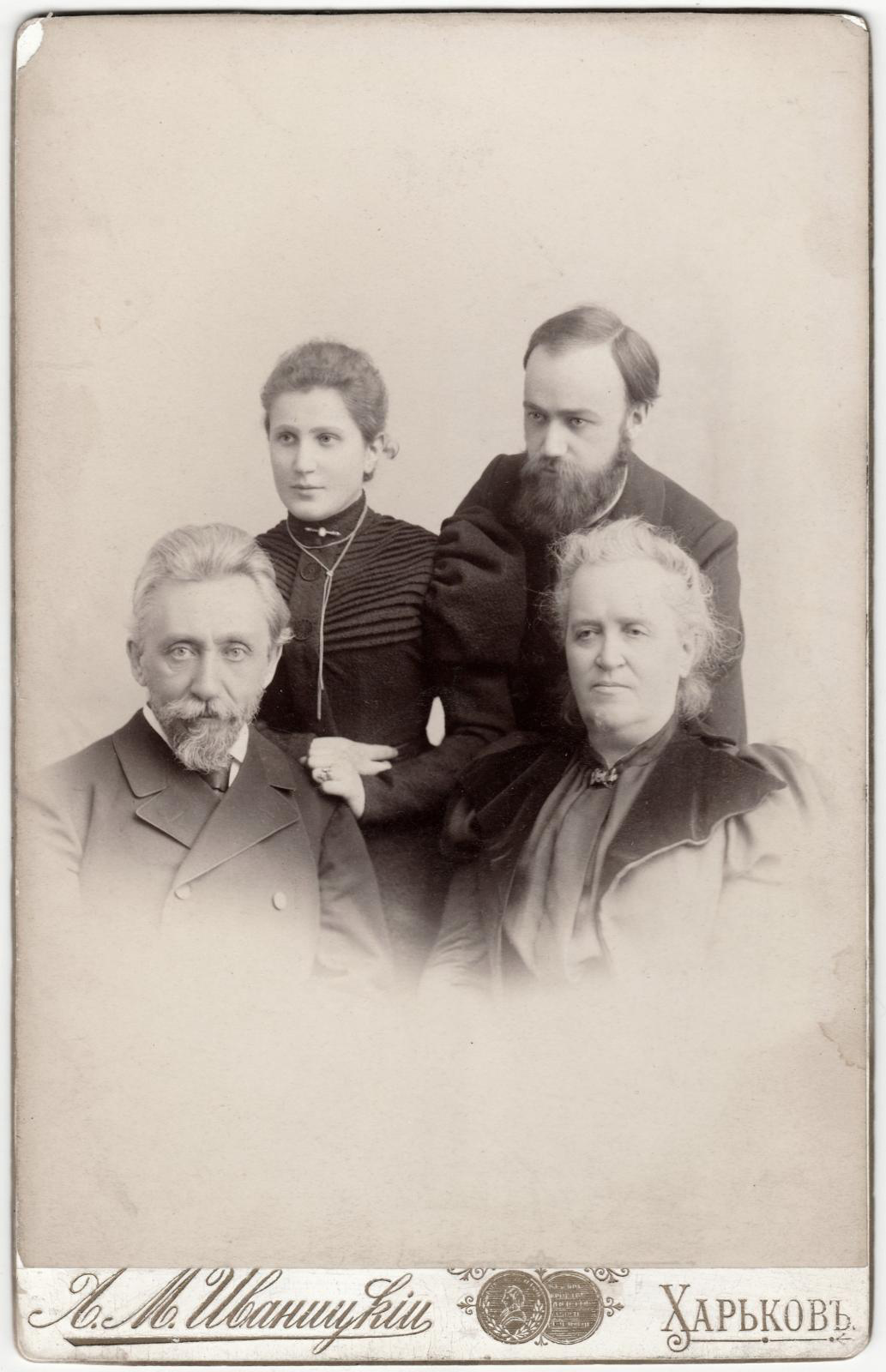
Sergei Alexandrowitsch Rajewski, Schwiegertochter, Alexander Sergejewitsch Rajewski, Maria Rajewska-Iwanowa

Rajewskaja-Iwanowa wurde zu Hause erzogen. Dann studierte sie fünf Jahre lang Malerei in privaten Malateliers in Frankreich, Italien und Dresden. Sie studierte in Dresden bei Professor Adolf Ehrhardt. Während ihres Studiums belegte sie an den Universitäten in Mailand und in Prag Kurse in Archäologie, Ethnographie, Kunstgeschichte, Zoologie, Geologie und Linguistik an der Sorbonne. Nach ihrer Rückkehr nach Russland bestand sie 1868 als erste Russin die Prüfung an der St. Petersburger Akademie der Künste und erhielt den Titel „Freie Künstlerin“.
Sie kehrte nach Charkiw zurück und eröffnete dort Anfang 1869 die erste private Zeichen- und Malschule in Russland. Sergei Rajewski unterrichtete unentgeltlich Zeichnen an der Kunstschule. Er war in der Stadt als einer der Organisatoren des Baus des Volkshauses, als Treuhänder des Charkower Bildungsbezirks und als einer der Gründer der Charkower Alphabetisierungsgesellschaft bekannt.
1870 heiratete sie Rajewski, mit dem sie einen Sohn, Alexander Rajewski, bekam. Nach einiger Zeit zog die Schule in das von ihrem Ehemann erbaute Haus um. Hier lehrte sie Malerei, Zeichnen und Bildhauerei. Für die Armen war der Unterricht kostenlos, die Reichen mussten 12 Rubel pro Jahr bezahlen. Davon gab es jedoch nur wenige, so dass die Schule ständig mit materiellen Problemen zu kämpfen hatte. Es fehlte an Geld für Lehrmittel, Materialien und die Bezahlung der Lehrer. Erst in den 1880er Jahren begann die Stadtverwaltung einen jährlichen Zuschuss von 200 Rubel zu gewähren, obwohl die Gesamtkosten eineinhalbtausend Rubel betrugen. Trotzdem wurde die von Rajewskaja-Iwanowa entwickelte Lehrmethode als eine der drei besten in Russland anerkannt. Die Akademie der Künste verlieh der Schule den Titel einer freien Ehrengemeinschaft und bei der Allrussischen Ausstellung der Zeichenschulen erhielt ihre Schule ein zweites Diplom.
Berühmte Architekten und Künstler wie Pjotr Petrowitsch Kontschalowski, Leonid Brailowski, Beketow, Serhij Wassylkiwskyj, Petro Lewtschenko, Michail Stepanowitsch Tkatschenko, Konstantin Konstantinowitsch Perwuchin besuchten die Rajewskaja-Iwanowa-Schule.

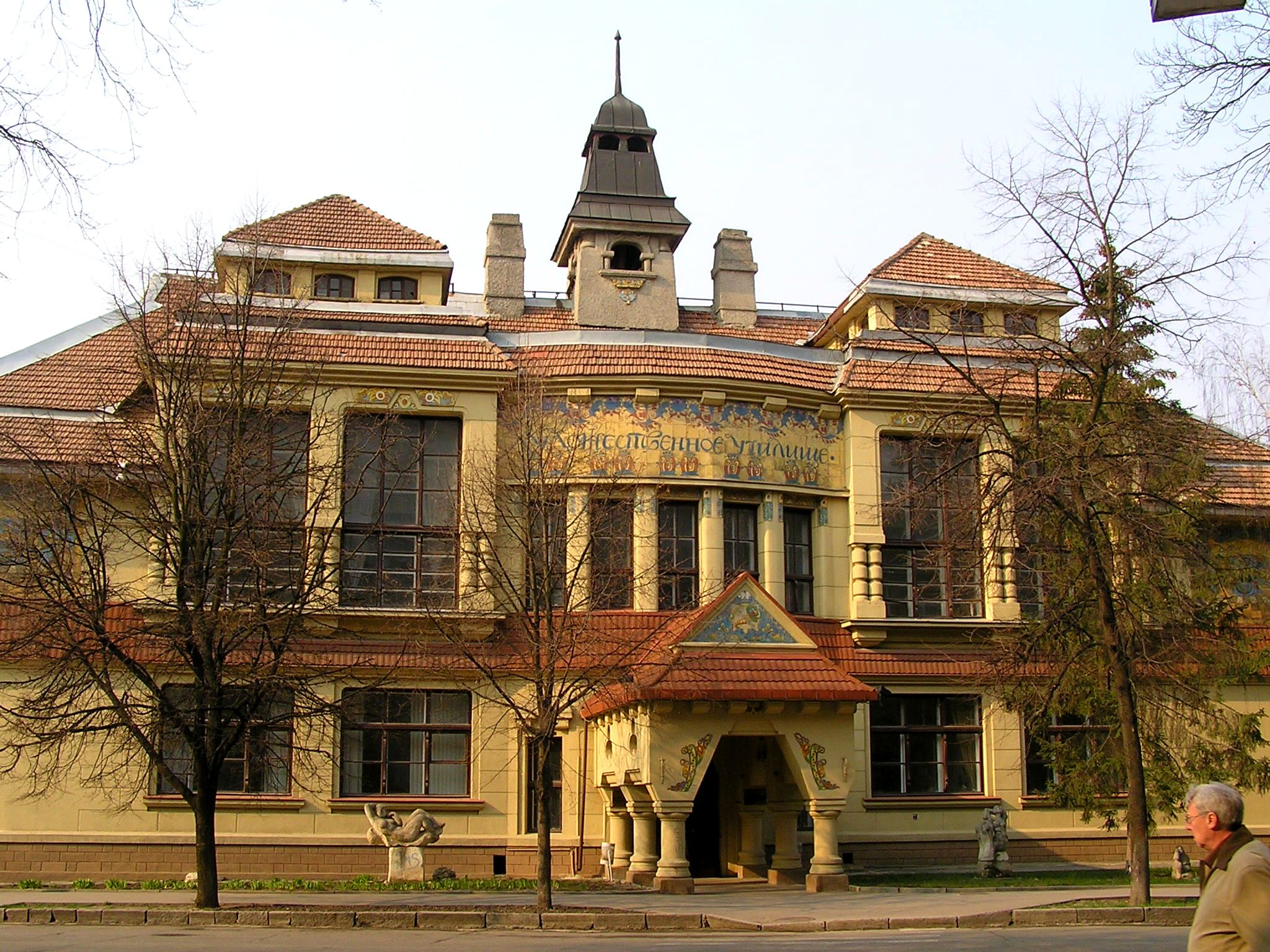
Charkiw Staatliche Akademie für Design und Kunst, 2009

1894 begann Rajewskaja-Iwanowa zu erblinden. Sie übergab die Schule der Stadt, die ein neues Gebäude im Städtischen Kunstmuseum zur Verfügung stellte. Danach versuchte Raewskaja-Iwanowa 17 Jahre lang eine staatliche Schule zu gründen, die der Akademie der Künste untergeordnet sein sollte. 1912 wurde die Schule eine Außenschule der Kaiserlichen Akademie. In den Jahren der Sowjetmacht wurde die Schule eine technische Schule, später ein Kunstinstitut und ist heute die Staatliche Akademie für Design und Kunst Charkiw.
Rajewskaja-Iwanowa war Autorin einer Reihe von Artikeln, Broschüren und Handbüchern zur Malerei.

## Gemälde (Auswahl)

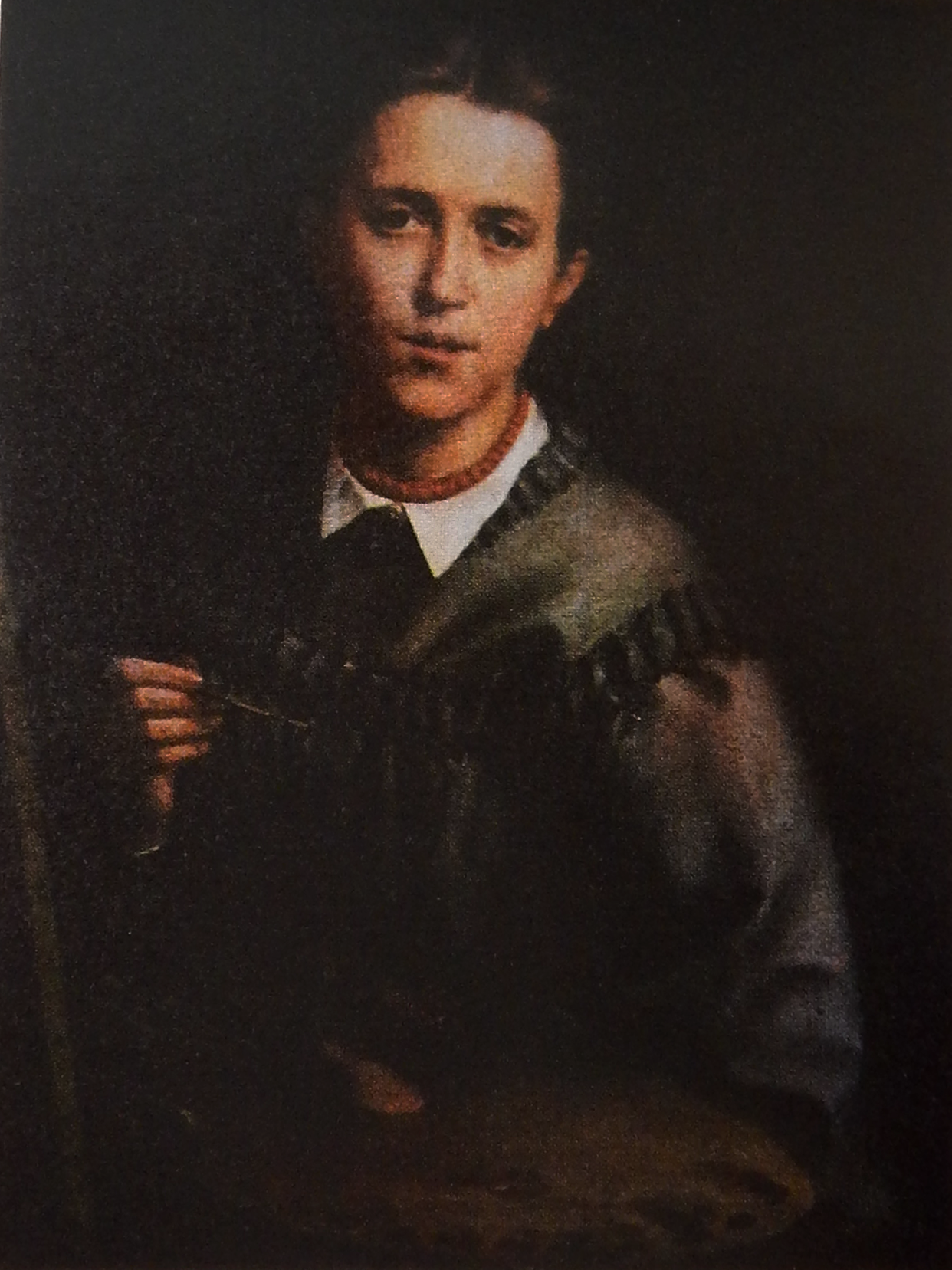
Selbstporträt Maria Rajewskaja-Iwanowa
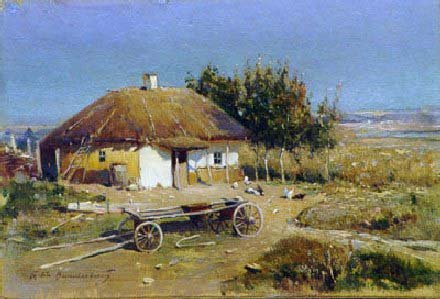
Ländliche Landschaft vor 1913
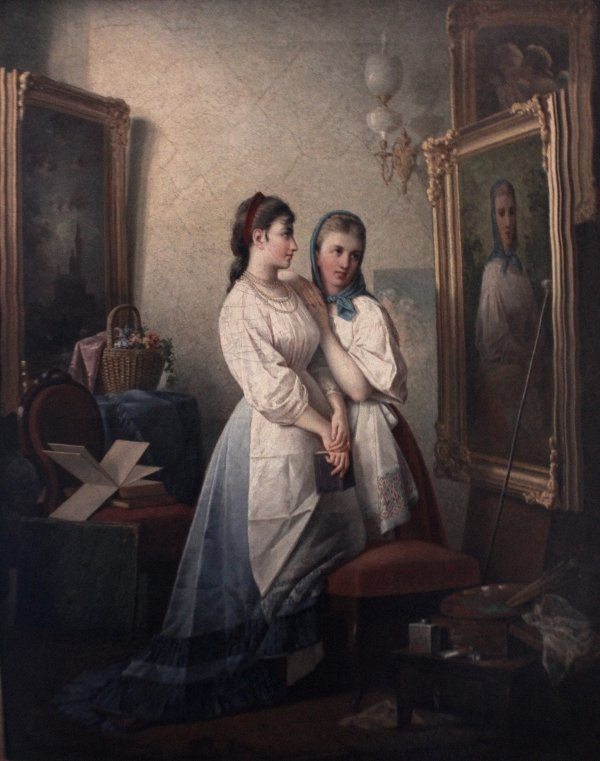
Selbstporträt mit einem Modell
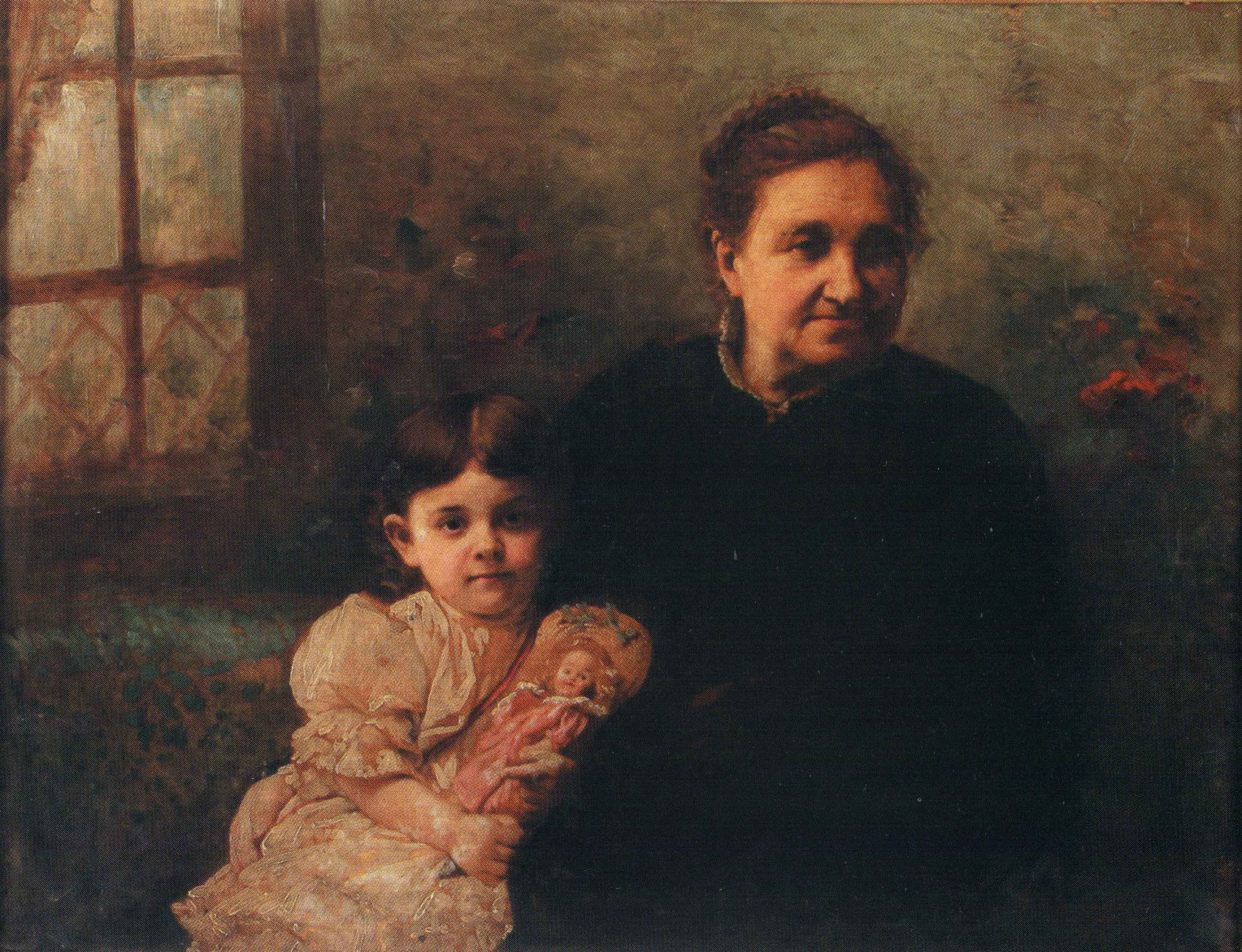
Porträt, Öl. 1916, Charkiw
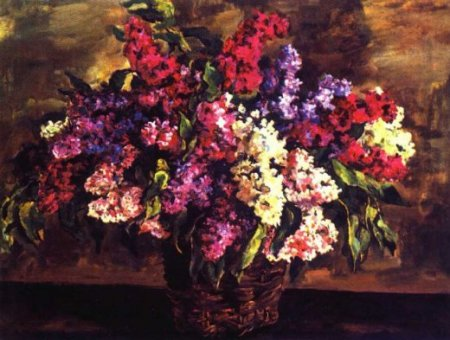
Stillleben, vor 1913